# رالف والاس
رالف والاس (بالإنجليزية: Ralph Wallace)‏ هو سياسي أمريكي، ولد في 27 يوليو 1949، وتوفي في 1 فبراير 2008. انتخب عضو مجلس نواب تكساس.